# البرق الأسود
البرق الأسود هو فيلم بطل خارق روسي من بطولة جريجري دوبريجن، إيكاترينا فيلكوفا، فيكتور فيرزبيتسكي وسيرجي جارماش، صدر الفيلم في 26 ديسمبر 2009.

## روابط خارجية
البرق الأسود على موقع IMDb (الإنجليزية)
- البرق الأسود على موقع روتن توميتوز (الإنجليزية)
- البرق الأسود على موقع نتفليكس (الإنجليزية)
- البرق الأسود على موقع ألو سيني (الفرنسية)
- البرق الأسود على موقع Turner Classic Movies (الإنجليزية)
- البرق الأسود على موقع أول موفي (الإنجليزية)
- البرق الأسود على موقع فيلمافينيتي (الإسبانية)
- البرق الأسود على موقع قاعدة بيانات الفيلم (الإنجليزية)
- البرق الأسود على موقع ليتربوكسد (الإنجليزية)
- البرق الأسود على موقع كينوبويسك (الروسية)